# Diguetia andersoni
Espèce
Diguetia andersoni est une espèce d'araignées aranéomorphes de la famille des Diguetidae.

## Distribution
Cette espèce est endémique de Californie aux États-Unis,. Elle a été découverte dans le désert des Mojaves dans le comté de San Bernardino vers Twentynine Palms.

## Description
La femelle holotype mesure 5,5 mm.

## Systématique et taxinomie
Cette espèce a été décrite par Gertsch en 1958.

## Étymologie
Cette espèce est nommée en l'honneur de John A. Anderson.

## Publication originale
- Gertsch, 1958 : « The spider family Diguetidae. » American Museum Novitates, no 1904, p. 1-24 (texte intégral).